# David Grann
David Grann (ur. 10 marca 1967 w Nowym Jorku), amerykański dziennikarz i pisarz, autor książek reportażowych.
W 1989 ukończył Connecticut College. Pracował jako wolny strzelec, od 2003 jest dziennikarzem New Yorkera. Wcześniej pisał m.in. dla The Hill i The New Republic, publikował w innych czasopismach. W języku polskim ukazała się jego książka Zaginione miasto Z, będąca mieszanką reportażu i biografii. Autor rusza śladami brytyjskiego podróżnika Percy'ego Fawcetta, zaginionego w 1925 w brazylijskiej Amazonii. W 2010 opublikował zbiór reportaży The Devil and Sherlock Holmes. W 2017 wydał książkę Czas krwawego księżyca poruszającą tematykę terroru w hrabstwie Orange, zekranizowaną w 2023 roku w reżyserii Martina Scorsese.

## Publikacje książkowe
- Zaginione miasto Z: Amazońska wyprawa tropem zabójczej obsesji (The Lost City of Z: A Tale of Deadly Obsession in the Amazon 2009)
- The Devil and Sherlock Holmes: Tales of Murder, Madness, and Obsession (2010)
- Czas krwawego księżyca. Zabójstwa Indian Osagów i narodziny FBI. Wydanie polskie 2018. ISBN 978-83-280-5033-4